# Козацька сільська рада (Конотопський район)
Коза́цька сільська́ ра́да — колишній орган місцевого самоврядування в Конотопському районі Сумської області. Адміністративний центр — село Козацьке.

## Загальні відомості
- Населення ради: 2 276 осіб (станом на 2001 рік)

## Населені пункти
Сільській раді були підпорядковані населені пункти:
- с. Козацьке
- с. Вовчик
- с. Новомутин
- с. Щекинське

## Склад ради
Рада складалася з 16 депутатів та голови.
- Голова ради: Сліпухіна Любов Миколаївна

### Керівний склад попередніх скликань
| Прізвище, ім'я, по батькові  | Основні відомості                                                                       | Дата обрання | Дата звільнення |
| ---------------------------- | --------------------------------------------------------------------------------------- | ------------ | --------------- |
| Стриженко Валентина Іванівна | Сільський голова, 1970 року народження, член Соціалістичної партії України              | 26.03.2006   | 31.10.2010      |
| Годунова Антоніна Іванівна   | Сільський голова, 1964 року народження, освіта вища, член Партії регіонів               | 31.10.2010   | 31.10.2012      |
| Сліпухіна Любов Миколаївна   | Сільський голова, 1965 року народження, освіта середня спеціальна, член Партії регіонів | 02.06.2013   |                 |

Примітка: таблиця складена за даними сайту Верховної Ради України